# Mezquite Gordo, Michoacán de Ocampo
Mezquite Gordo är en ort i Mexiko.   Den ligger i kommunen José Sixto Verduzco och delstaten Michoacán de Ocampo, i den centrala delen av landet, 270 km väster om huvudstaden Mexico City. Mezquite Gordo ligger 1 695 meter över havet och antalet invånare är 475.
Terrängen runt Mezquite Gordo är platt åt nordväst, men åt sydost är den kuperad. Runt Mezquite Gordo är det ganska tätbefolkat, med 104 invånare per kvadratkilometer. Närmaste större samhälle är Abasolo, 18,6 km norr om Mezquite Gordo. Trakten runt Mezquite Gordo består till största delen av jordbruksmark.